# 해평초등학교 일선분교
해평초등학교 일선분교는 경상북도 구미시 해평면 낙산1길 55 (낙산리)에 있었던 초등학교 분교이다.

## 연혁
- 1949년 8월 15일 설립인가
- 1949년 10월 13일 향산국민학교 낙산분교장 개교
- 1964년 7월 29일 일선국민학교 설립 인가
- 1965년 3월 10일 일선국민학교 개교
- 1996년 3월 1일 일선초등학교로 명칭 변경
- 1999년 9월 1일 해평초등학교 일선분교장으로 격하 (통합)
- 2008년 3월 1일 일선분교 폐교